# Értelmezés (logika)
Az értelmezés a formális nyelv szimbólumaihoz való jelentés hozzárendelése. A matematikában, a logikában és az elméleti számítástechnikában használt számos formális nyelvet kizárólag szintaktikai kifejezésekkel határozzák meg, és mint ilyenek, nincs jelentésük, amíg nem kapnak valamilyen értelmezést.
A leggyakrabban tanulmányozott formális logikák a propozíciós logika, a predikátumlogika és ezek modális analógiája, és ezekre vannak szabványos értelmezési módok. Ezekben az összefüggésekben az értelmezés egy olyan függvény, amely egy objektumnyelv szimbólumainak és szimbólumsorainak kiterjesztését biztosítja. Például egy értelmező függvény felveheti a T predikátumot (a "tall"-hez), és hozzárendelheti az {a} kiterjesztést. ("Abraham Lincoln"-hoz). Vegyük észre, hogy értelmezésünk csak annyit tesz, hogy hozzárendeli az {a} kiterjesztést a T nem logikai konstanshoz, és nem állítja, hogy T a magas, az 'a' pedig Abraham Lincolnt jelenti-e. A logikai értelmezésnek nincs mondanivalója az olyan logikai összefüggésekről sem, mint az „és”, „vagy” és „nem”. Bár ezeket a szimbólumokat bizonyos dolgok vagy fogalmak jelölésére vehetjük, ezt nem az értelmezési funkció határozza meg.
Egy értelmezés gyakran (de nem mindig) módot ad egy nyelv mondatainak igazságértékének meghatározására. Ha egy adott értelmezés True értéket rendel egy mondathoz vagy elmélethez, az értelmezést az adott mondat vagy elmélet modelljének nevezzük.

## Formális nyelvek
A formális nyelv mondatok (más néven szavak vagy formulák) végtelen halmazából áll, amelyeket betűk vagy szimbólumok rögzített halmazából építenek fel. A leltárt, amelyből ezek a betűk származnak, ábécének nevezzük, amelyen a nyelvet meghatározzák. Annak érdekében, hogy megkülönböztessük a formális nyelvben lévő szimbólumsorokat a tetszőleges karakterláncoktól, az előbbieket néha jól formált formulának (wff) nevezik. A formális nyelv lényeges jellemzője, hogy szintaxisa értelmezésre való hivatkozás nélkül definiálható. Megállapíthatjuk például, hogy (P vagy Q) jól formált képlet, még akkor is, ha nem tudjuk, hogy igaz vagy hamis.

### Példa
Egy {\displaystyle {\mathcal {W}}} formális nyelv {\displaystyle {\mathcal {W}}} az ábécével határozható meg {\displaystyle \alpha =\{\triangle ,\square \}}, és egy szóval {\displaystyle {\mathcal {W}}} ha azzal kezdődik {\displaystyle \triangle } és kizárólag a szimbólumokból áll {\displaystyle \triangle } és {\displaystyle \square } .
{\displaystyle {\mathcal {W}}} egy lehetséges értelmezése hozzárendelheti az „1” decimális számjegyet a {\displaystyle \triangle } szimbóluhoz és a '0'-t a {\displaystyle \square }-hez. Akkor {\displaystyle \triangle \square \triangle } 101-et jelölne ezen értelmezés szerint {\displaystyle {\mathcal {W}}}-ben.

### Logikai állandók
A propozíciós logika és az állítmánylogika speciális eseteiben a vizsgált formális nyelvek ábécéi két csoportra oszlanak: a logikai szimbólumokra (logikai állandókra) és a nem logikai szimbólumokra. E terminológia mögött az az elgondolás áll, hogy a logikai szimbólumoknak ugyanaz a jelentése, függetlenül a vizsgált tárgytól, míg a nem logikai szimbólumok jelentése a vizsgált területtől függően változik.
A logikai konstansok mindig ugyanazt a jelentést kapják a standard fajták minden értelmezésénél, így csak a nem logikai szimbólumok jelentése változik meg. A logikai állandók közé tartoznak a ∀ ("mind") és ∃ ("néhány") kvantor szimbólumok, a ∧ ("és"), ∨ ("vagy"), ¬ ("nem"), zárójelek és egyéb csoportosító szimbólumok, és (sok kezelésben) az egyenlőség szimbólum =.

## Az igazság-funkcionális értelmezések általános tulajdonságai
Az általánosan tanulmányozott értelmezések közül sok a formális nyelv minden mondatát egyetlen igazságértékkel társítja, akár igaz, akár hamis. Ezeket az értelmezéseket igazságfunkcionálisnak nevezzük;[vitatott] tartalmazzák a propozíciós és az elsőrendű logika szokásos értelmezéseit. Azokat a mondatokat, amelyeket egy adott feladat igazzá tesz, azt mondjuk, hogy az adott feladat teljesíti.
A klasszikus logikában egyetlen mondatot sem lehet igazzá és hamissá tenni ugyanazzal az értelmezéssel, bár ez nem igaz az olyan glut logikákra, mint például az LP. Még a klasszikus logikában is előfordulhat azonban, hogy ugyanannak a mondatnak az igazságértéke különböző értelmezések esetén eltérő lehet. Egy mondat akkor konzisztens, ha legalább egy értelmezés szerint igaz; különben inkonzisztens. Egy φ mondatot akkor mondunk logikailag érvényesnek, ha minden értelmezés kielégíti (ha φ-t minden ψ-t kielégítő értelmezés kielégíti, akkor φ-t ψ logikai következményének nevezzük).

### Logikai kapcsolatok
A nyelv egyes logikai szimbólumai (a kvantorok kivételével) igazságfüggvények, amelyek igazságfüggvényeket képviselnek – olyan függvények, amelyek az igazságértékeket veszik fel argumentumként, és az igazságértékeket adják vissza kimenetként (más szóval, ezek a mondatok igazságértékeire vonatkozó műveletek).
Az igazság-funkcionális konnektívumok lehetővé teszik az összetett mondatok egyszerűbb mondatokból történő felépítését. Ily módon az összetett mondat igazságértékét az egyszerűbb mondatok igazságértékeinek bizonyos igazságfüggvényeként határozzuk meg. A konnektívumokat általában logikai konstansoknak tekintjük, ami azt jelenti, hogy a konnektívumok jelentése mindig ugyanaz, függetlenül attól, hogy a képlet többi szimbólumát milyen értelmezésekkel értelmezzük.
Így definiáljuk a logikai konnektívumokat a propozíciós logikában:
- ¬Φ igaz, ha Φ hamis.
- (Φ ∧ Ψ) igaz, ha Φ igaz és Ψ igaz.
- (Φ ∨ Ψ) igaz, ha Φ igaz, vagy Ψ igaz (vagy mindkettő igaz).
- (Φ → Ψ) igaz, ha ¬Φ igaz, vagy Ψ igaz (vagy mindkettő igaz).
- (Φ ↔ Ψ) igaz, ha (Φ → Ψ) igaz, és (Ψ → Φ) igaz.

Tehát az összes Φ és Ψ mondatbetű adott értelmezése mellett (vagyis miután minden igazságértékekhez igazságértékeket rendelünk) meg tudjuk határozni az összes olyan képlet igazságértékét, amelynek alkotóelemei a logikai konnektívumok függvényében. A alábbi táblázatban láthatjuk, hogyan is néz ez ki. Az első két oszlop a mondatbetűk igazságértékeit mutatja a négy lehetséges értelmezés szerint. A többi oszlop az ezekből a mondatbetűkből összeállított formulák igazságértékeit mutatja, rekurzív módon meghatározott igazságértékekkel.
| Értelmezés | Φ | Ψ | ¬Φ | (Φ ∧ Ψ) | (Φ ∨ Ψ) | (Φ → Ψ) | (Φ ↔ Ψ) |
| ---------- | - | - | -- | ------- | ------- | ------- | ------- |
| #1         | T | T | F  | T       | T       | T       | T       |
| #2         | T | F | F  | F       | T       | F       | F       |
| #3         | F | T | T  | F       | T       | T       | F       |
| #4         | F | F | T  | F       | F       | T       | T       |

Most már könnyebben látható, hogy mitől válik logikailag érvényessé egy képlet. Vegyük az F képletet: (Φ ∨ ¬Φ). Ha az értelmezési függvényünk Φ-t igaz, akkor ¬Φ-t a tagadó konnektív hamissá teszi. Mivel az F diszjunkt Φ ebben az értelmezésben igaz, F igaz. Most a Φ egyetlen másik lehetséges értelmezése hamissá teszi, és ha igen, akkor ¬Φ-t a negációs függvény igazzá teszi. Ezzel F ismét igaz lenne, mivel az Fs diszjunkciók egyike, a ¬Φ igaz lenne ebben az értelmezésben. Mivel F-nek ez a két értelmezése az egyetlen lehetséges logikai értelmezés, és mivel F mindkettőre igaz, azt mondjuk, hogy logikailag érvényes vagy tautológ.

## Egy elmélet értelmezése
Az elmélet értelmezése egy elmélet és valamilyen tárgy közötti kapcsolat, amikor az elmélet egyes elemi állításai és a tárgyhoz kapcsolódó bizonyos állítások között sok-sok egyezés van. Ha az elméletben minden elemi állításnak van megfelelõje, azt teljes értelmezésnek nevezzük, egyébként pedig részleges értelmezésnek

## Értelmezések a propozíciós logikához
A propozíciós logika formális nyelve propozíciós szimbólumokból (más néven mondatszimbólumokból, mondatváltozókból, propozíciós változókból) és logikai konnektívumokból felépített formulákból áll. A propozíciós logika formális nyelvében az egyetlen nem logikai szimbólumok a propozíciós szimbólumok, amelyeket gyakran nagybetűkkel jelölnek. A formális nyelv pontosításához rögzíteni kell a propozíciós szimbólumok egy meghatározott halmazát.
A standard értelmezés ebben a beállításban egy olyan függvény, amely minden propozíciós szimbólumot leképez az igaz és hamis igazságértékek egyikére. Ezt a függvényt igazság-hozzárendelésnek vagy értékelési függvénynek nevezik. Sok prezentációban a szó szoros értelmében egy igazságértéket rendelnek hozzá, de egyes prezentációk ehelyett igazsághordozókat rendelnek hozzá.
Egy n különálló propozíciós változóval rendelkező nyelvnek 2n különböző lehetséges értelmezése van. Egy adott a változóra például 21=2 lehetséges értelmezés: 1) a hozzá van rendelve T, vagy 2) a hozzá van rendelve F. Az a, b párhoz 22=4 lehetséges értelmezés: 1) mindkettő hozzárendelt T, 2) mindkettőhöz F, 3) a hozzá van rendelve T és b hozzá van rendelve F, vagy 4) a hozzá van rendelve F és b hozzá van rendelve T.
Tekintettel arra, hogy a propozíciós szimbólumok készletéhez bármilyen igazság-hozzárendelést kapunk, az e változókból felépített összes propozíciós képlet értelmezésének egyedi kiterjesztése van. Ezt a kiterjesztett értelmezést induktív módon definiáljuk, a logikai konnektívumok fentebb tárgyalt igazságtáblázati definícióit felhasználva.

## Elsőrendű logika
A propozíciós logikától eltérően, ahol minden nyelv ugyanaz, eltekintve a kijelentésváltozók eltérő halmazától, sok különböző elsőrendű nyelv létezik. Minden elsőrendű nyelvet aláírás határozza meg. Az aláírás nem logikai szimbólumok halmazából áll, és ezen szimbólumok mindegyikének konstans szimbólumként, funkciószimbólumaként vagy predikátumszimbólumként történő azonosításából áll. Függvény- és predikátumszimbólumok esetén természetes számaritást is hozzárendelünk. A formális nyelv ábécéje logikai konstansokból, az egyenlőségi reláció szimbólumából =, az aláírás összes szimbólumából és egy további végtelen szimbólumkészletből áll, amelyeket változókként ismerünk.
Például a gyűrűk nyelvében van 0 és 1 konstans szimbólum, két + és · bináris függvényszimbólum, és nincs bináris reláció szimbólum. (Itt az egyenlőségi relációt logikai állandónak vesszük).
Ismét definiálhatunk egy elsőrendű L nyelvet, amely egyedi a, b és c szimbólumokból áll; predikátumszimbólumok F, G, H, I és J; változók x, y, z; nincs funkcióbetű; nincsenek szentenciális szimbólumok.

### Formális nyelvek az elsőrendű logikához
Adott egy σ aláírás, a megfelelő formális nyelvet σ-képletek halmazaként ismerjük. Mindegyik σ-képlet atomi formulákból épül fel logikai konnektívumok segítségével; Az atomképletek predikátumszimbólumokat használó kifejezésekből épülnek fel. A σ-képletek halmazának formális definíciója a másik irányba halad: először a konstans- és függvényszimbólumokból, a változókkal együtt tagokat állítunk össze. Ezután a kifejezések atomformulává kombinálhatók az aláírásból származó predikátumszimbólum (relációszimbólum) vagy az egyenlőségre vonatkozó "=" speciális predikátumszimbólum használatával (lásd lent az "Egyenlőség értelmezése" részt). Végül a nyelv képleteit atomi formulákból állítjuk össze a logikai konnektívumok és kvantorok segítségével.

### Egy elsőrendű nyelv értelmezései
Ahhoz, hogy egy elsőrendű nyelv összes mondatának jelentését tulajdoníthassunk, a következő információkra van szükség.
- A diskurzus tartománya [1] D, általában nem kell üresnek lennie (lásd alább).
- Minden konstans szimbólumhoz a D egy eleme, mint annak értelmezése.
- Minden n -es függvényszimbólumhoz egy n -áris függvény D-től D – ig értelmezéseként (azaz egy D n függvény → D ).
- Minden n -áris predikátumszimbólumhoz egy n -áris reláció D -n, mint értelmezése (vagyis D n egy részhalmaza).

Az az objemktum, amely ezt az információt hordozza, hívhatjuk struktúrának (σ jelzéssel), σ-struktúrának, L -struktúrának (L nyelvnek) vagy "modell"-nek is.
Az értelmezésben megadott információ elegendő információt szolgáltat ahhoz, hogy bármely atomi képletnek igazságértéket adjon, miután annak minden létező szabad változóját a tartomány egy elemével helyettesítették.  A T-séma segítségével, amely az Alfred Tarski által kidolgozott elsőrendű szemantika definíciója, egy tetszőleges mondat igazságértékét ezután induktív módon definiáljuk. Ez utóbbi a logikai konnektívumokat igazságtáblázatok segítségével értelmezi, amint azt fentebb tárgyaltuk. Így például φ & ψ akkor és csak akkor teljesül, ha φ és ψ is teljesül.
Ez viszont meghagyja azt a problémát, hogy hogyan kell értelmezni a ∀ x φ(x) és ∃ x φ(x) alakú képleteket. A diskurzus tartománya alkotja ezeknek a kvantoroknak a tartományát . Az ötlet az, hogy a ∀ x φ(x) mondat pontosan akkor igaz, ha a φ( x ) minden helyettesítési példánya teljesül, ahol x -et a tartomány valamely eleme helyettesíti. Az ∃ x φ(x) formula teljesül, ha a tartománynak legalább egy olyan d eleme van, amelyre φ( d ) teljesül.
Szigorúan véve, egy helyettesítési példány, ahogyan a fentemlített φ(d) képlet, nem képlet a φ eredeti formális nyelvben, mivel d a tartomány eleme. KÉt lehetősség van ennek a technikai problémának a kezelésére. Az első egy nagyobb nyelvre való átállás, amelyben a tartomány minden elemét egy konstans szimbólum nevezi el. A második az, hogy az interpretációhoz egy olyan függvényt adunk, amely minden változót a tartomány egy eleméhez rendel. Ekkor a T-séma képes számszerűsíteni az eredeti értelmezés azon változatait, amelyekben ez a változó-hozzárendelési függvény megváltozott, ahelyett, hogy a helyettesítési példányokat számszerűsítené.
Egyes szerzők az elsőrendű logikában propozíciós változókat is elfogadnak, amelyeket ezután szintén értelmezni kell. Egy propozíciós változó önmagában is megállja a helyét atomi képletként. Egy propozíciós változó értelmezése az igaz és hamis két igazságérték egyike.
Mivel az itt említett elsőrendű értelmezések a halamzelméletben vannak definiálva. Ezek nem társítják az egyes predikátumszimbólumokat egy tulajdonsághoz (vagy relációhoz), hanem inkább ennek a tulajdonságnak (vagy relációnak) a kiterjesztéséhez.

### Példa elsőrendű értelmezésre
Egy példa az értelmezésre {\displaystyle {\mathcal {I}}} A fent leírt L nyelv nyelve a következő.
- Domain: egy sakk-készlet
- Egyéni állandók: a: A fehér király b: A fekete királynő c: A fehér király gyalogja
- F(x): x egy darab
- G(x): x egy gyalog
- H(x): x fekete
- I(x): x fehér
- J(x, y): x képes befogni y-t

L az {\displaystyle {\mathcal {I}}} értelmezésben
- a következők igazállítások: F(a), G(c), H(b), I(a) J(b, c),
- a következők hamisak: J(a, c), G(a).

### Nem üres domain követelmény
Mint fentebb említettük, általában elsőrendű értelmezésre van szükség ahhoz, hogy egy nem üres halmazt adjunk meg a diskurzus tartományaként. Ennek a követelménynek az oka annak garantálása, hogy az egyenértékűségek, mint pl
{\displaystyle (\phi \lor \exists x\psi )\leftrightarrow \exists x(\phi \lor \psi ),}
ahol x nem φ szabad változója, logikailag érvényesek. Ez az ekvivalencia minden értelmezésben érvényes nem üres tartomány esetén, de nem mindig érvényes, ha az üres tartományok megengedettek. Például az egyenértékűség
{\displaystyle [\forall y(y=y)\lor \exists x(x=x)]\equiv \exists x[\forall y(y=y)\lor x=x]}
meghibásodik bármely üres tartományú struktúrában. Így az elsőrendű logika bizonyítási elmélete bonyolultabbá válik, ha az üres szerkezetek megengedettek. Mindazonáltal ezek engedélyezéséből származó haszon elhanyagolható, mivel mind a szándékolt értelmezések, mind az emberek által tanulmányozott elméletek érdekes értelmezései nem üres tartományokkal rendelkeznek.
Az üres relációk nem okoznak problémát az elsőrendű értelmezéseknél, mert nincs hasonló elképzelés a relációszimbólum átadásáról egy logikai konnektívumban, ami a folyamat során kiterjeszti annak hatókörét. Így elfogadható, hogy a relációs szimbólumokat azonos hamisként értelmezzük. A funkciószimbólum értelmezésének azonban mindig egy jól definiált és teljes funkciót kell hozzárendelnie a szimbólumhoz.

### Az egyenlőség értelmezése
Az egyenlőségi relációt gyakran speciálisan az elsőrendű logikában és más predikátumlogikákban kezelik. Két általános megközelítés létezik.
Az első megközelítés az, hogy az egyenlőséget semmiben sem másként kezeljük, mint bármely más bináris relációt. Ebben az esetben, ha egy egyenlőségszimbólum szerepel az aláírásban, általában szükség van az egyenlőségre vonatkozó különféle axiómák hozzáadására az axiómarendszerekhez (például a helyettesítési axióma szerint ha a = b és R ( a ) teljesül, akkor R ( b ) ) is érvényes). Az egyenlőségnek ez a megközelítése a leghasznosabb olyan aláírások tanulmányozásakor, amelyek nem tartalmazzák az egyenlőségi relációt, mint például a halmazelmélet aláírása vagy a másodrendű aritmetika aláírása, amelyekben csak a számok egyenlőségi relációja van, de nem az egyenlőségi reláció. számkészlet.
A második megközelítés szerint az egyenlőségi reláció szimbólumát logikai állandóként kezeljük, amelyet minden értelmezésben a valódi egyenlőségi relációnak kell értelmeznie. Az egyenlőséget így értelmező értelmezést normál modellként ismerjük, így ez a második megközelítés ugyanaz, mint az olyan értelmezések tanulmányozása, amelyek történetesen normális modellek. Ennek a megközelítésnek az az előnye, hogy az egyenlőségre vonatkozó axiómákat minden normál modell automatikusan kielégíti, így ezeket nem kell kifejezetten belefoglalni az elsőrendű elméletekbe, ha az egyenlőséget így kezelik. Ezt a második megközelítést néha elsőrendű logikának nevezik egyenlőséggel, de sok szerző megjegyzés nélkül alkalmazza az elsőrendű logika általános tanulmányozására.
Van néhány egyéb oka annak, hogy az elsőrendű logika tanulmányozását a normál modellekre korlátozzuk. Először is ismert, hogy minden elsőrendű értelmezés, amelyben az egyenlőséget egy ekvivalenciareláció értelmezi, és kielégíti az egyenlőség helyettesítési axiómáit, lecsökkenthető egy elemileg ekvivalens értelmezésre az eredeti tartomány egy részhalmazán. Így kevés a további általánosság a nem normál modellek tanulmányozásában. Másodszor, ha nem normál modelleket vesszük figyelembe, akkor minden konzisztens elméletnek van egy végtelen modellje; ez hatással van az olyan eredmények állításaira, mint például a Löwenheim–Skolem-tétel, amelyeket általában azzal a feltételezéssel mondanak el, hogy csak a normál modelleket veszik figyelembe.

### Sokféle elsőrendű logika
Az elsőrendű logika általánosítása olyan nyelveket vesz figyelembe, amelyek egynél több változót tartalmaznak. Az ötlet az, hogy a különböző típusú változók különböző típusú objektumokat képviselnek. Mindenféle változó számszerűsíthető; így egy sokféle nyelv értelmezésének külön tartománya van minden változótípus számára, amelyen belül a tartomány áthaladhat (mindegyik különböző fajtájú változók végtelen gyűjteménye). A függvény- és relációszimbólumok amellett, hogy aritásaik vannak, úgy vannak megadva, hogy mindegyik argumentumnak egy bizonyos fajtából kell származnia.
A sokféle logika egyik példája a síkbeli euklideszi geometria  . Kétféle van; pontok és vonalak. Van egy egyenlőségi reláció szimbólum a pontokhoz, egy egyenlőségi reláció szimbólum a vonalakhoz, és egy bináris előfordulási E reláció, amely egy pontváltozót és egy vonalváltozót vesz fel. Ennek a nyelvnek a szándékolt értelmezése szerint a pontváltozók tartománya az euklideszi síkon minden ponton, a vonalváltozó tartománya a sík összes vonalán, és az E ( p, l ) előfordulási reláció akkor és csak akkor érvényes, ha p pont az egyenesen van. l .

## Magasabb rendű predikátum logikák
A magasabb rendű predikátumlogika formális nyelve nagyjából ugyanúgy néz ki, mint az elsőrendű logika formális nyelve. A különbség az, hogy ma már sokféle változó létezik. Egyes változók a tartomány elemeinek felelnek meg, mint az elsőrendű logikában. Más változók magasabb típusú objektumoknak felelnek meg: a tartomány részhalmazai, a tartomány függvényei, azok a függvények, amelyek a tartomány egy részhalmazát veszik fel, és egy függvényt adnak vissza a tartományból a tartomány részhalmazaiba stb. Az összes ilyen típusú változó számszerűsíthető.
A magasabb rendű logikára általában kétféle értelmezést alkalmaznak. A teljes szemantika megköveteli, hogy amint a diskurzus tartománya teljesül, a magasabb rendű változók a megfelelő típusú összes lehetséges elemen (a tartomány összes részhalmazán, a tartománytól önmagáig minden függvényen stb.) terjedjenek. ). Így a teljes értelmezés specifikációja megegyezik az elsőrendű értelmezés specifikációjával. A Henkin szemantika, amely lényegében többrendű elsőrendű szemantika, megköveteli, hogy az értelmezés külön tartományt adjon meg minden egyes magasabb rendű változótípushoz, amelyen át kell terjedni. Így a Henkin szemantikában egy értelmezés magában foglal egy D tartományt, D részhalmazainak gyűjteményét, D -től D -ig terjedő függvények gyűjteményét stb. E két szemantika kapcsolata fontos téma a magasabb rendű logikában.

## Nem klasszikus értelmezések
A propozíciós logika és a predikátumlogika fentebb leírt értelmezései nem az egyedüli lehetséges értelmezések. Különösképpen vannak más típusú értelmezések is, amelyeket a nem klasszikus logika (például az intuicionista logika ) és a modális logika tanulmányozása során használnak.
A nem klasszikus logika tanulmányozására használt értelmezések közé tartoznak a topológiai modellek, a Boole-értékű modellek és a Kripke-modellek . A modális logikát Kripke-modellek segítségével is tanulmányozzák.

## Szándékos értelmezések
Sok formális nyelvhez kapcsolódik egy adott értelmezés, amelyet motiválására használnak. Például a halmazelmélet elsőrendű aláírása csak egy bináris relációt tartalmaz, a ∈-t, amely a halmaztagságot hivatott reprezentálni, és a természetes számok elsőrendű elméletében a diskurzus tartománya a természetes számok halmaza. számok.
A szándékolt értelmezést standard modellnek nevezik (a kifejezést Abraham Robinson vezette be 1960-ban). A Peano aritmetika kontextusában a természetes számokból és azok közönséges számtani műveleteiből áll. Minden olyan modellt, amely izomorf az imént megadottal, szabványnak is nevezzük; ezek a modellek mind kielégítik a Peano axiómákat . Vannak nem szabványos modellek is a Peano-axiómáknak (elsőrendű változata), amelyek egyetlen természetes számmal sem korrelálnak elemeket.
Míg a szigorúan formális szintaktikai szabályokban a szándékolt értelmezésnek nem lehet kifejezett jelzése, ez természetesen befolyásolja a szintaktikai rendszer képzési és átalakítási szabályainak megválasztását. Például a primitív jeleknek lehetővé kell tenniük a modellezendő fogalmak kifejezését; a mondatképleteket úgy választjuk meg, hogy a kívánt értelmezés megfelelői értelmes kijelentő mondatok legyenek; a primitív mondatoknak igaz mondatként kell megjelenniük az értelmezésben; következtetési szabályoknak olyanoknak kell lenniük, hogy ha a mondat {\displaystyle {\mathcal {I}}_{j}} közvetlenül egy mondatból származtatható {\displaystyle {\mathcal {I}}_{i}}, akkor {\displaystyle {\mathcal {I}}_{i}\to {\mathcal {I}}_{j}} igaz mondatnak bizonyul, egy -> jellel, melynek jelentése implikáció, mint általában. Ezek a követelmények biztosítják, hogy minden bizonyítható mondat igaz is legyen.
A legtöbb formális rendszernek sokkal több modellje van, mint amennyit terveztek (például a nem szabványos modellek létezése). Amikor az empirikus tudományok „modelljeiről” beszélünk, akkor arra gondolunk, hogy ha azt akarjuk, hogy a valóság tudományunk modellje legyen, akkor egy szándékolt modellről beszéljünk. Az empirikus tudományokban a modell egy szándékolt tényszerűen igaz leíró értelmezés (vagy más összefüggésekben: egy nem szándékolt önkényes értelmezés, amelyet egy ilyen szándékolt tényszerűen igaz leíró értelmezés tisztázására használnak). ) Minden modell olyan értelmezés, amely ugyanazt a beszédtartományt tartalmazza, mint a tervezett, de a nem logikai konstansokhoz más hozzárendelések tartoznak. 

### Példa
Adott egy egyszerű formális rendszer (ezt nevezzük ennek {\displaystyle {\mathcal {FS'}}}-nek) amelynek α ábécéje csak három szimbólumból áll {\displaystyle \{\blacksquare ,\bigstar ,\blacklozenge \}} és amelynek képletekre vonatkozó képzési szabálya:
'Bármilyen véges, legalább 6 szimbólumból álló {\displaystyle {\mathcal {FS'}}}-beli szimbólumsorozat egy képlet {\displaystyle {\mathcal {FS'}}}-ben. Semmi más nem képlet {\displaystyle {\mathcal {FS'}}}-ben.'
Az egyetlen axióma sémája {\displaystyle {\mathcal {FS'}}} ez:
„{\displaystyle \blacksquare \ \bigstar \ast \blacklozenge \ \blacksquare \ast }” (ahol {\displaystyle \ast } egy metaszintaktikai változó, amely egy véges karakterláncot jelent {\displaystyle \blacksquare } szimbólumokból)
A formális bizonyítást a következőképpen lehet megszerkeszteni:
1. {\displaystyle \blacksquare \ \bigstar \ \blacksquare \ \blacklozenge \ \blacksquare \ \blacksquare }
2. {\displaystyle \blacksquare \ \bigstar \ \blacksquare \ \blacksquare \ \blacklozenge \ \blacksquare \ \blacksquare \ \blacksquare }
3. {\displaystyle \blacksquare \ \bigstar \ \blacksquare \ \blacksquare \ \blacksquare \ \blacklozenge \ \blacksquare \ \blacksquare \ \blacksquare \ \blacksquare }

Ebben a példában a tétel előállította " {\displaystyle \blacksquare \ \bigstar \ \blacksquare \ \blacksquare \ \blacksquare \ \blacklozenge \ \blacksquare \ \blacksquare \ \blacksquare \ \blacksquare } " értelmezhető úgy, hogy "Egy plusz három egyenlő négy." Egy másik értelmezés az lenne, ha visszafelé olvasnánk: „Négy mínusz három egyenlő egy”.

## Egyéb értelmezési fogalmak
Az "értelmezés" kifejezésnek más, általánosan használt felhasználási módjai is vannak, amelyek nem utalnak a formális nyelvekhez való jelentések hozzárendelésére.
A modellelméletben az A struktúráról azt mondják, hogy értelmezi a B struktúrát, ha van A-nak egy definiálható D részhalmaza, valamint definiálható relációk és függvények D -n úgy, hogy B izomorf a D tartományú szerkezettel és ezekkel a függvényekkel és relációkkal. Egyes beállításokban nem a D tartományt használják, hanem inkább D modulo egy A -ban definiálható ekvivalencia relációt. További információkért lásd: Értelmezés (modellelmélet) .
Egy T elméletről azt mondjuk, hogy értelmez egy másik S elméletet, ha van olyan véges kiterjesztése T ′ definíciói alapján, hogy S benne van a T ′ -ben .

## Fordítás
Ez a szócikk részben vagy egészben  az   Interpretation (logic) című angol Wikipédia-szócikk ezen változatának fordításán alapul.  Az eredeti cikk szerkesztőit annak laptörténete sorolja fel. Ez a jelzés csupán a megfogalmazás eredetét és a szerzői jogokat jelzi, nem szolgál a cikkben szereplő információk forrásmegjelöléseként.